# طول عمر

مقایسه امید به زندگی مردان و زنان در کشورهای که توسط سازمان بهداشت جهانی در سال ۲۰۱۹ بررسی شده‌است.

طول عمر (به انگلیسی: Lifespan) یا دیر زیستی (به انگلیسی: Longevity) به زندگی طولانی اشاره دارد، به‌ویژه زمانی که شخص یا چیزی بیش از انتظار دوام آورده باشد. در مورد عمر دراز غیر حیوانی مثلاً یک درخت کهن بیشتر واژه دیرپایی استفاده می‌شود.
امروزه گرایش به عمر طولانی باعث پژوهش در زمینه یافتن روش‌های افزایش طول عمر ش ده‌است. دیر زیستی نه فقط موضوعی برای جامعهٔ علمی، بلکه برای داستان‌های علمی‌تخیلی و رمان‌های تخیّلی نیز بوده است.
با توجه به آمار تولد نادرست یا ناقص، دشواری‌های زیادی در تصدیق درازترین طول عمر بشر با استانداردهای تأییدی امروزی وجود دارد. داستان‌ها، افسانه‌ها و فرهنگ عامه پیشنهاد یا ادعای طول عمرهایی را در گذشته یا آینده کرده‌اند که بسیار طولانی‌تر از آن‌هایی که با استانداردهای امروزی تأیید شده هستند.

## پژوهش‌ها

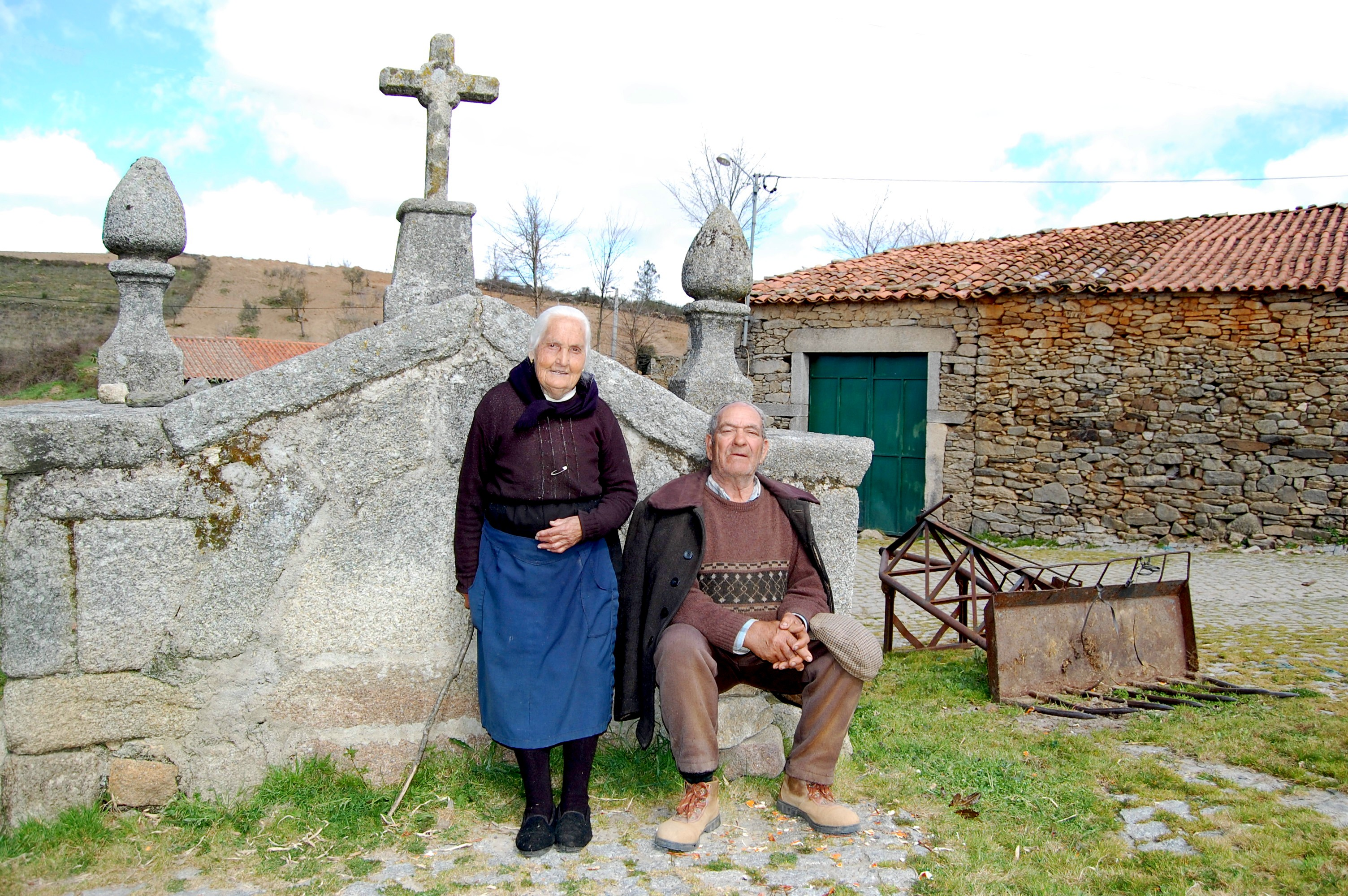
زوج مسن در پرتغال

- در  ژانویه ۲۰۱۳ پژوهشگران آمریکایی گزارش دادند ژنی که حامل ویژگی‌ها و صفات شخصیتی افراد است با طول عمر شخص نیز در ارتباط است.[۱][۲]
- در سال ۲۰۱۴، نتایج سه تحقیق جداگانه در آمریکا نشان داد که تزریق خون جوان می‌تواند برخی آثار پیری را از مغز، قلب و ماهیچه‌های موش پاک کند. در یکی از این تحقیقات که کار مشترک دانشگاه‌های کالیفرنیا و استنفورد بود، تزریق خون موش‌های جوان به موش‌های پیر، توانایی موش‌های پیر را در یادآوری و یادگیری افزایش داد و قدرت و استقامت عضلانی موش‌های پیر را بیشتر کرد. به گفته محققان، اکنون شواهد به قدر کافی محکم هستند که آزمایش و به‌کارگیری آن را در انسان موجه کند: «چیزی در خون جوان وجود دارد که می‌تواند نقایص مغز پیر را برطرف کند»[۳]
- محققان ایالت متحده به نتایجی در مورد طول عمر دسترسی پیدا کرده‌اند پژوهشگران و محققان در مورد بزرگ بودن مچ پا و دور بازو بیشتر از افرادی که دور بازو و مچ پای معمولی هستند دچار بیماری‌های قلبی می‌شوند و این اطلاعات بروی ۶۰۰ بیمار مسن بالای ۶۰ سال در طول ۱۰ سال تحقیق به دست آمده‌است و در مجله American Journal of Cardiology به چاپ رسید.

وزن بدن رابطه مستقیمی با ابتلا به بیماری‌های از قبیل میزان بالای چربی در بدن باعث فشار آمدن بیشتر بر قلب برای پمپاژ خون و اکسیژن‌رسانی به اعضای بدن می‌شود و با افزایش سن توده‌های عضلانی از بین می‌رود و به چربی تبدیل می‌شود و این چربی‌ها در دور شکم مچ پا و ساقها جمع می‌شود و باعث بیماری‌های از قبیل فشار خون، افزایش چربی خون و ابتلا به بیماری‌های قلبی عروقی می‌شود و کسانی که در سن جوانی به دنبال تناسب اندام و افزایش حجم بدن به دنبال خوردن قرص و مکمل‌های غذایی می‌باشند از بالا رفتن سن غافل می‌باشند و بیماری‌های که با تبدیل شدن عضلات به چربی خود را درمعرض بیماری قرار می‌دهند.

## مناطق معروف جهان
مناطقی که عمر طولانی ساکنانشان معروف است.
- جزیره، یونان
- جزیره اوکیناوا، ژاپن
- لوما لیندا، کالیفرنیا، ایالات متحده
- منطقه نورو، ساردینیا
- شبه‌جزیره نیکویا، کاستاریکا